# California State University - Dominguez Hills
De California State University - Dominguez Hills (CSUDH), vaak verkort tot CSU Dominguez Hills, is een Amerikaanse openbare universiteit in het South Bay-gebied van Los Angeles County (Californië). De universiteitscampus bevindt zich in Carson. CSU Dominguez Hills maakt deel uit van het California State University-systeem, dat in totaal 23 campussen telt, waarvan verschillende in en rond Los Angeles. 
Het Dignity Health Sports Park, een groot multifunctioneel stadion, bevindt zich op de campus van de CSU Dominguez Hills. Los Angeles Galaxy, Los Angeles Chargers en Los Angeles Sol zijn drie professionele voetbalclubs die er gebruik van maken.

## Geschiedenis
In 1960 zette de toenmalige gouverneur van Californië Pat Brown fondsen opzij om een instelling voor hoger onderwijs op te zetten in Palos Verdes. De school zou South Bay State College genoemd worden. In 1962 werd er echter beslist dat de school California State College at Palos Verdes zou heten. Twee jaar later voltooide architect A. Quincy Jones een masterplan voor de bouw van de campus. Bij gebrek aan lokalen, werden de eerste lessen in 1965 in de California Federal Savings Bank in Palos Verdes gegeven. Er waren toen 41 ingeschreven studenten.
In 1965 besloot men om de campus niet in Palos Verdes te bouwen, maar wel in een gebied dat bekendstaat als Dominguez Hills, in de stad Carson. De locatie van de campus komt overeen met de plaats waar de historische Rancho San Pedro stond, een stuk land dat sinds 1784 tot aan de verkoop aan de CSU in de handen van dezelfde familie is gebleven.
Vanaf 1968 waren er meer dan 1000 studenten aan de school, die toen nog California State College - Dominguez Hills heette. Sinds 1977 draagt de universiteit haar huidige naam.
De universiteit werd hoofdzakelijk opgericht om te voldoen aan de eisen van de Afro-Amerikanen voor meer kansen in het hoger onderwijs, voornamelijk in de vooral zwarte zuidelijke voorsteden van Los Angeles. Tegenwoordig is de universiteit een van de etnisch meest diverse in de Verenigde Staten. 

## Alumni
Enkele bekende alumni van de California State University in Dominguez Hills zijn:
- Karen Bass, politica
- Clarence Gilyard jr., acteur en hoogleraar
- Carmelita Jeter, sprintster
- Kei Kamara, voetballer
- Brian Kehew, muzikant en producer
- Lela Rochon, actrice